# Ben Wolfe
Benjamin Jonah „Ben“ Wolfe (* 3. August 1962 in Baltimore) ist ein amerikanischer Jazzmusiker (Kontrabass, Komposition).

## Leben und Wirken
Wolfe wuchs in Portland, Oregon, auf. Als Mitglied der Highschool-Band spielte er Tuba und Posaune; daneben spielte er Bassgitarre in Pop- und Funkbands. Auf dem College begann er, großteils als Autodidakt, Kontrabass zu spielen, erhielt aber auch einige Stunden bei Ray Brown; er wurzelt nach eigenen Angaben in der Bebop-Tradition. Mitte der 1980er Jahre zog er nach New York City, wo er zunächst in einer House Band auf den Jam-Sessions im Blue Note spielte und Junior Cook, Dakota Staton und Duke Jordan begleitete. 1988 bildete er ein Duo mit Harry Connick Jr. und wurde Mitglied von Connicks Trio und Big Band. Ab Januar 1994 tourte er mit dem Septett von Wynton Marsalis und 1995 wurde er Mitglied von dessen Lincoln Center Jazz Orchestra, mit dem er mit Joe Henderson, Doc Cheatham, Jon Hendricks, Harry Sweets Edison und Billy Higgins auftrat. Er spielte auch mit Branford Marsalis sowie mit Frank Kimbrough, Marcus Roberts und Mary Stallings. 1997 ging er mit der Sängerin Diana Krall auf Tournee.
Seit 1996 hat Wolfe mehrere Alben mit eigenen Kompositionen und Arrangements veröffentlicht, die gut aufgenommen wurden. Er hat außerdem Alben mit Musikern wie Wynton Marsalis, James Moody, Marcus Roberts, Branford Marsalis, Eric Reed, Benny Green, Carl Allen, Orrin Evans, Michael Bublé, Donald Edwards und Hugo Lippi eingespielt; Alben von Harry Connick (When Harry Met Sally, 1988) und Diana Krall (When I Look in Your Eyes, 1999), an denen er beteiligt war, wurden mit Grammy Awards ausgezeichnet.
Seit 2002 unterrichtet Wolfe als Hochschullehrer Jazz an der Juilliard School.

## Diskographische Hinweise
- Unjust (2023), mit Nicholas Payton, Immanuel Wilkins, Nicole Glover, Joel Ross, Addison Frei, Orrin Evans, Aaron Kimmel
- Fatherhood, Resident Arts Records (2019)
- The Whisperer, Posi-Tone (2015)
- From Here I See, MAXJAZZ/Mack Avenue Records (2013)
- Ben Wolfe Quintet: Live at Smalls, SmallsLIVE (2011)
- No Strangers Here, MAXJAZZ/Mack Avenue Records (2008)
- My Kinda Beautiful, Planet Arts Records (2004)
- Murray’s Cadillac, Amosaya Music (2000)
- Bagdad Theater, Mons Records (1997)
- 13 Sketches, Mons Records (1996)

## Lexikalischer Eintrag
- Gary W. Kennedy: Wolfe, Ben(jamin Jonah) in: Barry Kernfeld (Hrsg.) The New Grove Dictionary of Jazz.